# Tõnis Lukas
Tõnis Lukas (ur. 5 czerwca 1962 w Tallinnie) – estoński historyk, samorządowiec i polityk, burmistrz Tartu w latach 1996–1997, minister edukacji (1999–2002), minister edukacji i badań naukowych (2007–2011, 2022–2023), minister kultury (2019–2021).

## Życiorys
W 1987 ukończył studia historyczne na Uniwersytecie w Tartu. W latach 1998–1999 odbywał studia doktoranckie. Pracował jako nauczyciel historii w szkole w Rõngu. Od 1989 był wykładowcą na Uniwersytecie w Tartu. W latach 1992–1995 pełnił funkcję dyrektora  Estońskiego Muzeum Narodowego. W 1996 został burmistrzem Tartu. Rok później odszedł z tego stanowiska i powrócił do pracy na uczelni.
Od 1993 do 2005 zasiadał w radzie miejskiej Tartu. W 1995 z ramienia koalicji ugrupowań RKEI i ERSP został wybrany do Riigikogu VIII kadencji. Cztery lata później uzyskał reelekcję jako kandydat Związku Ojczyźnianego. Po wyborach objął stanowisko ministra edukacji w rządzie Marta Laara, które zajmował do 2002. Rok później po raz kolejny uzyskał mandat parlamentarzysty i zasiadł w Riigikogu X kadencji. W 2005 stanął na czele swojego ugrupowania, zastępując Tunne Kelama. Doprowadził do jego połączenia z partią Res Publica w ugrupowanie Isamaa ja Res Publica Liit, którego do 2007 był współprzewodniczącym.
W kwietniu 2007 został ministrem edukacji i badań naukowych w drugim rządzie Andrusa Ansipa. Urząd ten sprawował do kwietnia 2011, wcześniej w tym samym roku wybrany do parlamentu na XII kadencję. W 2013 ponownie objął stanowisko dyrektora Estońskiego Muzeum Narodowego, rezygnując wcześniej z zasiadania w parlamencie. Placówką tą zarządzał do 2018. W 2019 kolejny raz został wybrany na deputowanego do Riigikogu (jednak zrezygnował z objęcia mandatu).
W kwietniu 2019 otrzymał nominację na urząd ministra kultury w gabinecie Jüriego Ratasa. Urząd ten sprawował do stycznia 2021. W lipcu 2022 w nowo utworzonym drugim rządzie Kai Kallas został ministrem edukacji i badań naukowych; funkcję tę pełnił do kwietnia 2023. W tym samym roku również uzyskał mandat deputowanego.

## Odznaczenia
- Order Herbu Państwowego IV klasy (2006)[5]
- Krzyż Komandorski Orderu Zasługi Rzeczypospolitej Polskiej (Polska, 2022)[6]